# Нансі (футбольний клуб)
«Нансі» (фр. Association Sportive Nancy-Lorraine) — французький футбольний клуб з однойменного міста, виступає у Національному чемпіонаті (третій рівень). Заснований в 1967 році. Домашні матчі проводить на арені «Стад Марсель Піко», що вміщує 20 087 глядачів.

## Досягнення

### Вітчизняні
- Ліга 1:
  - Четверте місце (2): 1976/77, 2007/08
- Кубок Франції:
  - Володар (1): 1977/78
- Кубок Ліги:
  - Володар (1): 2005/06.
  - Фіналіст (1): 1982

### Міжнародні
- Кубок володарів кубків
  - 1/8 фіналу (1): 1978/79
- Кубок УЄФА
  - 1/16 фіналу (1): 2006/07

## Відомі гравці
- Тоні Каскаріно
- Альберт Гудмундсон
- Роже Лемер
- Папе Діакате
- Тото Лоренсо
- Мішель Платіні
- Олександр Заваров
- Мануел Да Кошта

## Відомі тренери
- Арсен Венгер
- Еме Жаке